# Rosina Augusta de Souza Muniz

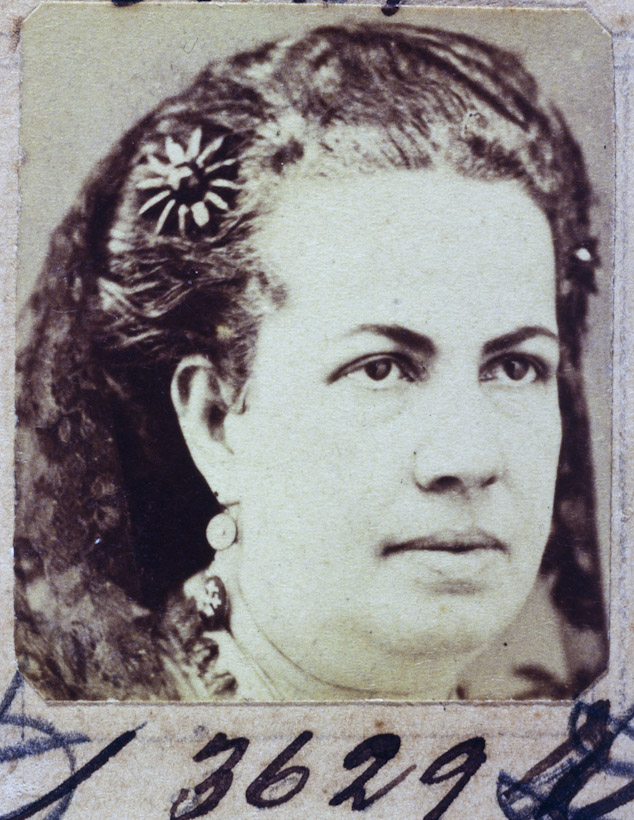
Rosina Augusta do Souto Muniz, em fotografia de Militão Augusto de Azevedo. Acervo do Museu Paulista.

Rosina Augusta de Souza Muniz (Rio de Janeiro, c. 1830 - c. 1890) foi uma importante atriz brasileira do século XIX. Irmã do também ator Joaquim Augusto Ribeiro de Souza, foi casada com o empresário teatral Horacio do Souto Muniz, responsável pela construção do Teatro Provisório, em São Paulo.
Iniciou sua carreira em 1851 na Companhia Dramática de João Caetano atuando na peça "O Bahiano na Corte" de Sá Noronha, no Theatro de São Januário no Rio de Janeiro. Atuou ao lado de seu irmão Joaquim Augusto Ribeiro de Souza, pioneiro do teatro realista no país. Na peça Esmeralda, atuou no papel principal, ao lado da atriz Ludovina Soares da Costa. Em 1852 atuou na tragédia, Fayel, no mesmo São Januário e no drama "A Saloia". 
Em 1853 embarca para o Rio Grande do Sul, onde passa a atuar nas companhias teatrais locais de Pelotas, Rio Grande e Jaguarão. Estréia, em 16 de fevereiro de 1853 no drama "Pedro Landais ou o alfaiate ministro" no Theatro Sete de Abril, em Pelotas. Uma das poesias declamadas após sua apresentação foi publicada pelo "O pelotense", de 08 de março de 1853:

"Á exímia artista brasileira, D. Rosina Augusta de Souza

Raro gênio, mil graças tu tens,
Ó mulher tão gentil, primorosa,
Se apareces em cena, tu brilhas,
Inda mais do que a lua formosa!
Não és digna só de louvor.
Ah! Mereces também puro amor."
No mesmo teatro Sete de Abril, em 05 de outubro de 1854, representa Margarida de Borgonha no drama "A torre de Nesle", de Alexandre Dumas.  
Em 1856, se apresentou ao lado de Joaquim Augusto no drama "D. Cezar de Bazan", no Teatro Harmonia Jaguarense, em Jaguarão. Em Rio Grande, no Theatro Sete de Setembro, se apresentou no drama "D. Maria de Alencastro", do português Mendes Leal Junior. No mesmo ano, fez parte da instauração da irmandade de Santa Cecília, em Porto Alegre, formada principalmente de músicos e artistas locais.  
Em 1865 apresenta-se novamente no Rio de Janeiro como protagonista do drama "A louca de Londres". No ano seguinte, se apresenta na Companhia Dramática de Furtado Coelho, no Theatro Gymnasio do Rio de Janeiro, no drama "O suplício de uma mulher".   
Com a interdição do Theatro São José em 1873, em São Paulo, Horácio do Souto Muniz organiza uma companhia responsável por construir o Teatro Provisório. O Teatro Provisório abriu suas portas em 23 de agosto de 1873. O espetáculo começou com a declamação da poesia “A Arte”, de Carlos Ferreira, pela atriz Rosina Augusta Muniz. Na sequencia, foi apresentado o drama "A Calúnia", especialmente escrito na ocasião pelo poeta Carlos Ferreira e pelo professor José Felizardo Junior. Desempenharam os principais papéis na peça os atores Dias Braga, Joaquim Augusto Filho, Simões, Vasques, Júlia Carlota e Maria Cordal.
Rosina atuou ao lado dos mais importantes artistas da sua época. Na Companhia Dramática Nacional,de Joaquim Augusto Filho, atuou ao lado dos atores Phebo, Vasques, Jordani. João Augusto Soares Brandão, mais conhecido como ator Brandão, descreve Rosina Augusta como uma atriz dramática como nunca mais viu outra igual. Cada papel seu era uma verdadeira criação. 